# Jhon Henry Sánchez
Jhon Henry Sánchez Valencia (Tumaco, Colombia; 15 de mayo de 1995) es un futbolista colombiano que juega como centrocampista en Mineros de Guayana de la Primera División de Venezuela.

## Trayectoria

### Inicios
A los 13 años empezó a jugar con Atlético Nacional. En 2011 se fue a las divisiones menores del AC Milan de Italia.

### Atlético Nacional
Durante la pretemporada previa al Torneo Finalización 2013, recibió una invitación por parte de Juan Carlos Osorio para comenzar a entrenarse con el primer equipo de Atlético Nacional. Fue el mismo Juan Carlos Osorio quien le permitió debutar con El Verde de la Montaña el 27 de octubre de 2013 en el partido contra Boyacá Chicó entrando al minuto 46' en reemplazo de Jhon Edwar Valoy. El encuentro que se llevó a cabo en el Estadio Atanasio Girardot de Medellín finalizó con derrota de 1-0. Hizo parte del plantel que se consagró subcampeón de la Copa Sudamericana 2014 ante el River Plate de Argentina.

### Leones
En 2015 Jhon Sánchez se fue a préstamo al Deportivo Rionegro, club donde debutó en Primera B y se volvió pieza fundamental. El 15 de marzo de 2015 convirtió su primera anotación en la victoria de 2 goles a 1 sobre Unión Magdalena.

### Alianza Petrolera
En enero de 2016 regresa a la primera división del fútbol colombiano, esta vez para vestir los colores de Alianza Petrolera a préstamo de Atlético Nacional. Concluye su participación con el equipo Petrolero con un saldo de 19 juegos disputados (Liga y Copa) y una anotación realizada durante la Copa Colombia 2016 en un partido frente a Real Santander.

### Olimpia
El 27 de julio de 2016 se anunció su préstamo por seis meses y con opción a compra al Olimpia de Honduras.

## Estadísticas
| Club                         | Temporada     | Liga     | Liga  | Copa     | Copa  | Internacional | Internacional | Total    | Total |
| Club                         | Temporada     | Partidos | Goles | Partidos | Goles | Partidos      | Goles         | Partidos | Goles |
| ---------------------------- | ------------- | -------- | ----- | -------- | ----- | ------------- | ------------- | -------- | ----- |
| Atlético Nacional · Colombia | 2013          | 1        | 0     | 0        | 0     | 0             | 0             | 1        | 0     |
| Atlético Nacional · Colombia | 2014          | 1        | 0     | 0        | 0     | 0             | 0             | 1        | 0     |
| Atlético Nacional · Colombia | Total         | 2        | 0     | 0        | 0     | 0             | 0             | 2        | 0     |
| Leones · Colombia            | 2015          | 30       | 3     | 3        | 0     | -             | -             | 33       | 3     |
| Leones · Colombia            | Total         | 30       | 3     | 3        | 0     | 0             | 0             | 33       | 3     |
| Alianza Petrolera · Colombia | 2016          | 15       | 0     | 4        | 1     | 0             | 0             | 19       | 1     |
| Alianza Petrolera · Colombia | Total         | 15       | 0     | 4        | 1     | 0             | 0             | 19       | 1     |
| Olimpia Honduras             | 2016          | 7        | 0     | 0        | 0     | 2             | 0             | 9        | 0     |
| Olimpia Honduras             | Total         | 7        | 0     | 0        | 0     | 2             | 0             | 9        | 0     |
| Leones · Colombia            | 2017          | 36       | 2     | 2        | 0     | 0             | 0             | 38       | 2     |
| Leones · Colombia            | Total         | 36       | 2     | 2        | 0     | 0             | 0             | 38       | 2     |
| Total carrera                | Total carrera | 90       | 5     | 9        | 1     | 2             | 0             | 101      | 6     |

## Palmarés

### Campeonatos nacionales
| Título              | Club              | País     | Año  |
| ------------------- | ----------------- | -------- | ---- |
| Copa Colombia       | Atlético Nacional | Colombia | 2013 |
| Torneo Finalización | Atlético Nacional | Colombia | 2013 |
| Torneo Apertura     | Atlético Nacional | Colombia | 2014 |